# Astrid Fodor
Astrid Fodor, née le 6 novembre 1953 à Sibiu, est une femme politique roumaine, membre du Forum démocratique des Allemands de Roumanie (FDGR) et maire de Sibiu depuis 2014. Elle succède à Klaus Iohannis élu président de la Roumanie lors de l'élection présidentielle de novembre 2014. Elle est issue comme son prédécesseur de la minorité des Saxons de Transylvanie.

## Biographie

### Études et carrière professionnelle
Astrid Fodor est diplômée de la faculté de droit administratif de Sibiu. De 1978 à 2000, elle occupe plusieurs postes, dont celui de directeur commercial. De 2002 à 2008, elle est directrice financière de l'Église évangélique de la Confession d'Augsbourg de Sibiu.

### Carrière politique
Lors des élections locales de 2008, elle est élue conseillère municipale sous l'étiquette du Forum démocratique des Allemands de Roumanie (FDGR), qui conduit par le maire sortant, Klaus Iohannis, obtient de nouveau la majorité au conseil municipal de Sibiu avec 14 sièges sur 23. Elle devient vice-maire aux côtés d'un élu du Parti national libéral (PNL), Virgil Popa, à la suite d'un accord passé entre les deux partis.
Le 2 décembre 2014, Astrid Fodor est élue maire de Sibiu par intérim avec 21 voix sur 23, soutenue par le FGDR et le PNL.